# Erster Angriff
Der Erste Angriff (auch: Erstzugriff) umfasst ein polizeiliches Handeln beim Vorliegen einer Straftat (Tatortarbeit) oder einer Gefahr vor Ort. Dies geschieht im Rahmen eines Polizeieinsatzes und wird durch so genannte Erstzugriffsbeamte durchgeführt, die häufig der Schutzpolizei angehören. Mit „Angriff“ ist hierbei gemeint, dass man einen Sachverhalt erfassen und analysieren (in die Hand nehmen) muss. Der Begriff stammt aus der Weimarer Zeit und ist dem Militärwesen entlehnt.

## Handlungsmaxime
Für die deutschen Polizeien sind die Polizeidienstvorschrift 100 sowie weitere Richtlinien, Erlasse und Verfügungen einschlägig. Die PDV 100 Ziff. 2.2.3 gibt vor, dass der Tatort zu sichern ist und wesentliche Feststellungen über den Tathergang zu treffen sind. Diese Grundaussage ist von zentraler Bedeutung für den Ersten Angriff.

## Phasen des Ersten Angriffes
Der Erste Angriff beginnt mit dem Sicherungsangriff und geht anschließend in den  Auswertungsangriff (Tatortbefund) über. Nach der Entgegennahme der Erstinformation durch eine (Straf-)Anzeige oder andere Mitteilung und der Einleitung von Sofortmaßnahmen erfolgt der Erste Angriff durch die Bestimmung und Festlegung des Tatort-/Ereignisortes mit dem Beginn und Durchführung der Ereignisortarbeit. Wesentlicher Bestandteil sind die Ermittlungen zum Wahrnehmbarkeitsbereich, um Zeugen und Hinweise zum subjektiven Tatortbefund zu gewinnen. In diesem territorial zu bestimmenden Bereich hatten Personen die Möglichkeit, akustische, odorologische, optische oder andere Wahrnehmungen zu machen. Dazu zählen auch Zu- und Abgangswege oder Handlungen in der Nachtatphase (wie Abstellorte von Tatfahrzeugen oder Versteckorte von Diebesgut).
Diese erste Phase werden Ort der Handlung, die Art des Delikts, die Anzahl der handelnden Täter, die Dauer der Handlung und oft auch der kriminelle Charakter der Tat und die konkrete Begehungsweise bekannt, die das weitere Vorgehen zur Feststellung von Verdächtigen, Tatortberechtigten und weiteren Tatbeteiligten, wie auch Maßnahmen zum Auffinden von Spuren, Tatmitteln, -transportmitteln und -werkzeugen, Verstecken und Überwachungseinrichtungen bestimmen. Der Sicherungsangriff beinhaltet den Schutz von Tatort und Spuren, die Sicherung von tatverdächtigen Personen und Zeugen, die Sicherung von Informationen und die Einweisung anderer Kräfte stets auch im Hinblick auf Gefahren abwehrenden Maßnahmen, wie auch die Einleitung von Fahndungsmaßnahmen. Überschneidend erfolgen regelmäßig die Maßnahmen des  Auswertungsangriffes nach der Bestimmung von funktionalen, personellen oder territorialen Bereichen. Der Erste Angriff ist mit der Erstellung des Tatortbefundberichts beendet.

## Strafverfolgung
Der Erste Angriff bei der Strafverfolgung enthält Komponenten aus der Kriminalistik und ist ein zentraler Bestandteil der Aufklärung von Straftaten und somit entscheidend für den Ermittlungserfolg. So ist die Qualität des Ersten Angriffes mittelbar für die Aufklärungsquote relevant, da ein großer Teil der Ermittlungsansätze auf den gewonnenen Erkenntnissen des Ersten Angriffes fundieren.
Beispiele für Tätigkeiten: Tatortsicherung, Fahndung, Festnahme, Räumung, Zutrittskontrolle, Zeugensuche, Spurensuche, Hausbefragung
Rechtlich gilt § 163 Abs. 1 StPO: 
„Die Behörden und Beamten des Polizeidienstes haben Straftaten zu erforschen und alle keinen Aufschub gestattenden Anordnungen zu treffen, um die Verdunkelung der Sache zu verhüten. Zu diesem Zweck sind sie befugt, alle Behörden um Auskunft zu ersuchen, bei Gefahr im Verzug auch die Auskunft zu verlangen, sowie Ermittlungen jeder Art vorzunehmen […]“

## Gefahrenabwehr
In der Gefahrenabwehr, zum Beispiel bei einem Schadensereignis, steht die Hilfe an verletzten Personen im Vordergrund, also das Retten aus gefährlichen Situationen (zum Beispiel Evakuierung) oder auch die Verhütung weiterer Ereignisse (zum Beispiel Warnungen). Wichtig ist hier die rasche Verständigung von Rettungsdiensten und der Feuerwehr. Große Schadensereignisse erfordern gegebenenfalls eine zügige Einbindung weiterer Hilfsorganisationen.
Beispiele für Tätigkeiten:
- Eigentumssicherung und Identitätsfeststellung

## Sonstiges
Zum Teil ist der Erste Angriff rechtlich gesehen auch von doppelfunktionalen Maßnahmen begleitet. Bei Großeinsätzen ist eine Koordination (zum Beispiel über eine Einsatzleitung) notwendig, um zielgerecht handeln zu können.